# 首塚大明神
首塚大明神 (くびづかだいみょうじん) は、丹波国と丹後国の境にある大江山、または山城国と丹波国の境にある大枝に棲んでいたとされる酒呑童子の別名（神名）である。
源頼光率いる四天王ほかに討伐される際、「首から上の病を持つ人々を救う」と約束し、以後神として祀られている。
酒呑童子の首の行方については、幾つかの説がある。

## 首塚大明神
酒呑童子の首は、大江山から都に凱旋する際、老ノ坂峠付近で突如首が重くなり、動かなくなったのでそこに埋めた説や、地蔵に「都に不浄なものは持ち込んではいけない」とのお告げを受け、峠に埋めた説、または宇治の宝蔵に大切に保管されたという説などがある。
首塚大明神(酒呑童子)の歴史は古く、長徳元年(995年)または正暦元年(990年)頃に討伐されたと記されているが、お社自体は新しく、昭和60年頃に宗教法人化されている。
また、首塚大明神は、老ノ坂峠の細道(国道9号線沿い)を通り、廃墟と畑の景色が広がる付近に位置する。最寄りのバス停は「老ノ坂峠」である。

## 首塚大明神の境内
神社自体の面積は大きくなく、中に2つの鳥居と首塚がある。
首塚の周りには柵があり、時折酒呑童子の大好物である「酒」が供えられている。
また、御神木として、雷に打たれ幹の部分が黒焦げになった木が祀られている。